# زیبایی ابدی
زیبایی ابدی (انگلیسی: Eternal Beauty) یک فیلم در ژانر درام و رمانتیک به کارگردانی کریگ رابرتس است که در سال ۲۰۱۹ منتشر شد. از بازیگران آن می‌توان به سالی هاوکینز، دیوید تیولیس، بیلی پایپر و پنلوپه ویلتون اشاره کرد. نخستین اکران آن در جشنواره فیلم لندن در تاریخ ۸ اکتبر ۲۰۱۹ بوده‌است.